# میمون شیوا
میمون شیوا (نام علمی: Sivapithecus) نام یک سرده از تیره انسانیان است.
کپیِ سنگواره‌ای میمون شیوا از خویشاوندان نزدیک نیاکان اورانگوتان‌ها است. این جانور هم‌اندازه‌ی اورانگوتان بود، اما اندامی شبیه شامپانزه داشت و بیشتر عمرش را روی زمین می‌گذراند، نه مثل اورانگوتان‌ها روی درخت. میمون شیوا دندان‌های نیش بزرگ و آسیاهای سنگینی داشت که نشان می‌دهد رژیم غذاییش شامل غذاهای سختی مثل دانه‌ها و علف‌های گرم‌دشتی بوده‌است.
گونه ها:

(?Pongo brevirostris)S. brevirostris

S. punjabicus

S. parvada

S. indicus
میمون راما، دیگر سرده‌ی کپی منقرض‌شده، را از قسمتی از آرواره‌ی پایینش که شبیه آرواره‌ی انسان‌تباران اولیه (اعضای خانواده‌ی انسان) به‌نظر می‌رسد شناخته‌ایم. این کشف مبنای نظریه‌ای شد که می‌گفت انسان‌تباران ۱۲ میلیون سال پیش در آسیا پدیدار شده‌اند، اما نمونه‌های سنگواره‌ای جدیدتر نشان می‌دهند که میمون راما در واقع گونه‌ی کوچک‌تر میمون شیوا بوده‌است.